# Marcos Novak
Marcos Novak, nascido em 1957, é um artista multimídia, mas prefere ser nomeado de transarquiteto, este termo foi cunhado nos anos 90 para descrever os artistas que geram seus espaços diretamente no espaços na realidade virtual.